# Hugues Salel
Hugues Salel, né à Cazals en 1504 et mort à l'abbaye Saint-Chéron près de Chartres, en 1553, est un poète français.
Après avoir étudié à Cahors puis à Toulouse, il devient valet de chambre de François Ier et l'un des grands maitres d'hôtel de ce roi. Olivier de Magny lui donne encore, dans une de ses épitres, le titre de conseiller et aumônier de la reine. Il reçoit ensuite en bénéfice l'abbaye de chanoines augustins de Saint-Chéron, à Chartres, où il mourut en 1553, dans sa cinquantième année.
Il défend Rabelais.
C'est un poète marotique, qui compose, lui aussi, des épîtres et des épigrammes. On lui doit par exemple, dans cette veine, un Blason de l’Anneau, et un Blason de l’Épingle.
Son titre de gloire est d'avoir donné, à la demande de François Ier, la traduction (en décasyllabes) de l'Iliade d'Homère. Pour ce faire, il s'est peut-être servi de la traduction latine de Lorenzo Valla. Cette traduction est précédée d'une Epistre de Dame Poesie, au Tres-chrestien Roy de France François, le premier de ce nom. Mais Salel ne va pas jusqu'au bout, il s'arrête au onzième livre.
Il faudra attendre 1577 pour que paraisse la traduction intégrale d'Homère. Le travail de Salel est prolongé par Amadis Jamyn, le secrétaire de Joachim du Bellay.

## Œuvres
- Hugues Salel, Les dix premiers livres de l'Iliade d'Homère, prince des poètes, traduictz en vers françois par  M. Hugues Salel, Paris, Vincent Sertenas, 1545. In-fol, 352 p. Texte en ligne
- Hugues Salel, Amadis Jamyn, Jacques Peletier, Les XXIIII livres de l'Iliade d'Homère, prince des Poëtes Grecs. Traduicts du Grec en vers françois, les XI premiers par M. Hugues Salel (...) et les XIII derniers par Amadis Jamyn (...) ; tous les XXIIII reveuz & corrigez par ledit Am. Jamyn, avec le premier & second de l'Odyssée d'Homère, par Jaques Peletier (...)., Paris, Lucas Breyer, 1580. 3 parties et 2 tomes reliés en un vol in-12, 412 p., 32 f.
- Hugues Salel, Œuvres complètes, Slatkine reprints, Genève, 1969